# 삼시세끼 - 아이슬란드 간 세끼
《삼시세끼 - 아이슬란드 간 세끼》는 대한민국의 텔레비전 및 유튜브 예능 프로그램으로 2019년 9월 20일부터 2019년 11월 29일까지 tvN과 유튜브 채널 채널십오야에서 방영되었다.

## 개요
신서유기 6에서 개그맨 이수근과 젝스키스 멤버 은지원은 아이슬란드 여행권을 얻었다. 제작진은
그가 만약에 아이슬란드 수도를 알면, 그는 여행을 안 가도 된다고 말했다.
은지원은 아이슬란드 수도 이름을 잘못 말했다.
그래서, 그들은 3박 4일 아이슬란드로 여행을 가게 되었다.

## 출연자
- 이수근
- 은지원